# Palais Luther
Le Palais Luther (en hongrois : Luther-palota) est un immeuble d'habitation situé à Kecskemét. Le bâtiment a été conçu par Valér Mende pour le compte de l'Église évangélique de Hongrie, dans un style Sécession.